# لبنان (تنسی)
لبنان (به انگلیسی: Lebanon) یک شهر در ایالات متحده آمریکا است که در شهرستان ویلسون، تنسی واقع شده‌است. لبنان ۹۹٫۹۳ کیلومتر مربع مساحت و ۲۶٬۱۹۰ نفر جمعیت دارد و ۱۶۱ متر بالاتر از سطح دریا واقع شده‌است.